# Sakai-Zwischenfall

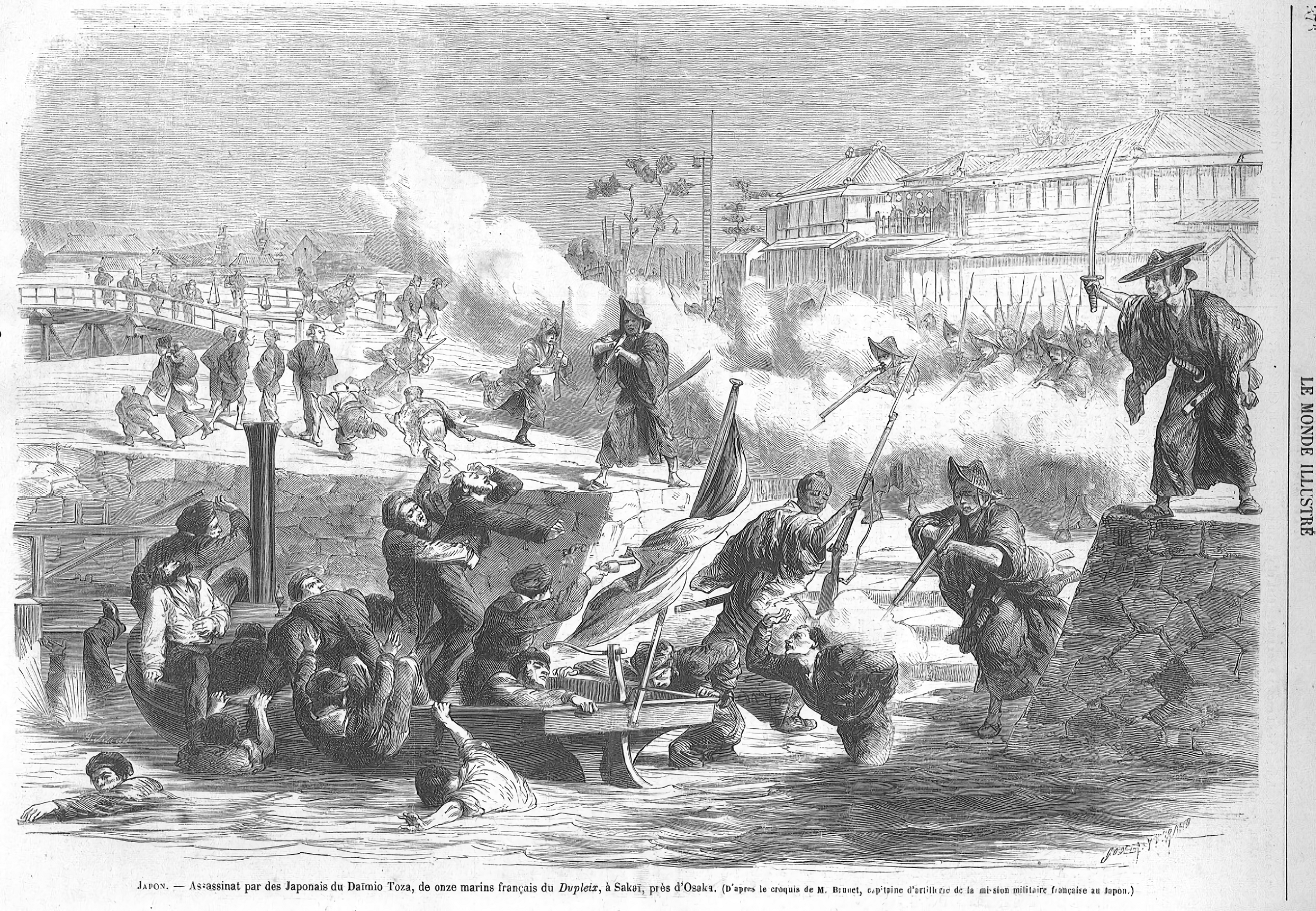
Sakai-Zwischenfall, Japan. Le Monde Illustré, 1868.

Der Sakai-Zwischenfall (jap. 堺事件, Sakai jiken, franz. Incident de Sakai) war ein gewalttätiges Ereignis im Jahr 1868, das sich im Hafen von Sakai in Izumi (heute Osaka), Japan ereignete und bei dem elf französische Matrosen und elf Samurai ums Leben kamen. Der Zwischenfall gilt als erster offiziell von Europäern beobachteter Fall des japanischen Seppuku-Rituals und hatte keine negativen Auswirkungen für die Beziehung der Länder.

## Hergang
Am 8. März 1868 lag die französische Korvette Dupleix vor dem Hafen von Sakai, der zu diesem Zeitpunkt für fremde Schiffe geschlossen war und von Truppen des Feudalherren von Tosa kontrolliert wurde. Aus umstrittenen Gründen setzte mit einem Beiboot eine Mannschaft von 20 Matrosen in den Hafen über, die entweder entsendet worden sein sollen oder sich unerlaubter Weise vom Schiff entfernten. Als sie im Hafen an Land gehen wollten, kam es zu einem Streit, wobei elf Matrosen und der Seekadett Guillou von Samurai getötet wurden.
Der französische Kapitän protestierte aufs Schärfste. Mit der japanischen Regionalverwaltung sollen 150.000 $ Entschädigung vereinbart worden sein. Die beteiligten Samurai wurden arrestiert und 20 von ihnen wurden zum Seppuku aufgefordert. Auf die Franzosen, welche bei der Hinrichtung als Zeugen anwesend waren, machte Stil und Ablauf des Rituals einen so fremdartigen und schockierenden Eindruck, dass der Kapitän nach dem Tod von elf Samurai für die restlichen neun um Gnade bat, die ihnen gewährt wurde.
Der Zwischenfall hatte keine negativen Auswirkungen auf das Verhältnis von Franzosen und Japanern. Ihm ist heute ein Monument in Kōbe gewidmet. Ein weiteres Monument, das an den Vorfall erinnert, befindet sich im Hafen von Sakai, südlich vom Bahnhof Nankai Sakai.